# Lena Törnqvist
Lena Törnqvist, född 2 juli 1945 i Stockholm, är en svensk litteraturvetare och bibliotekarie, som fram till 2006 var intendent på Astrid Lindgrens Näs. Hon sitter med i Astrid Lindgren-sällskapets styrelse och är även ansvarig för Astrid Lindgrens arkiv på Kungliga biblioteket.